# Osmoderma

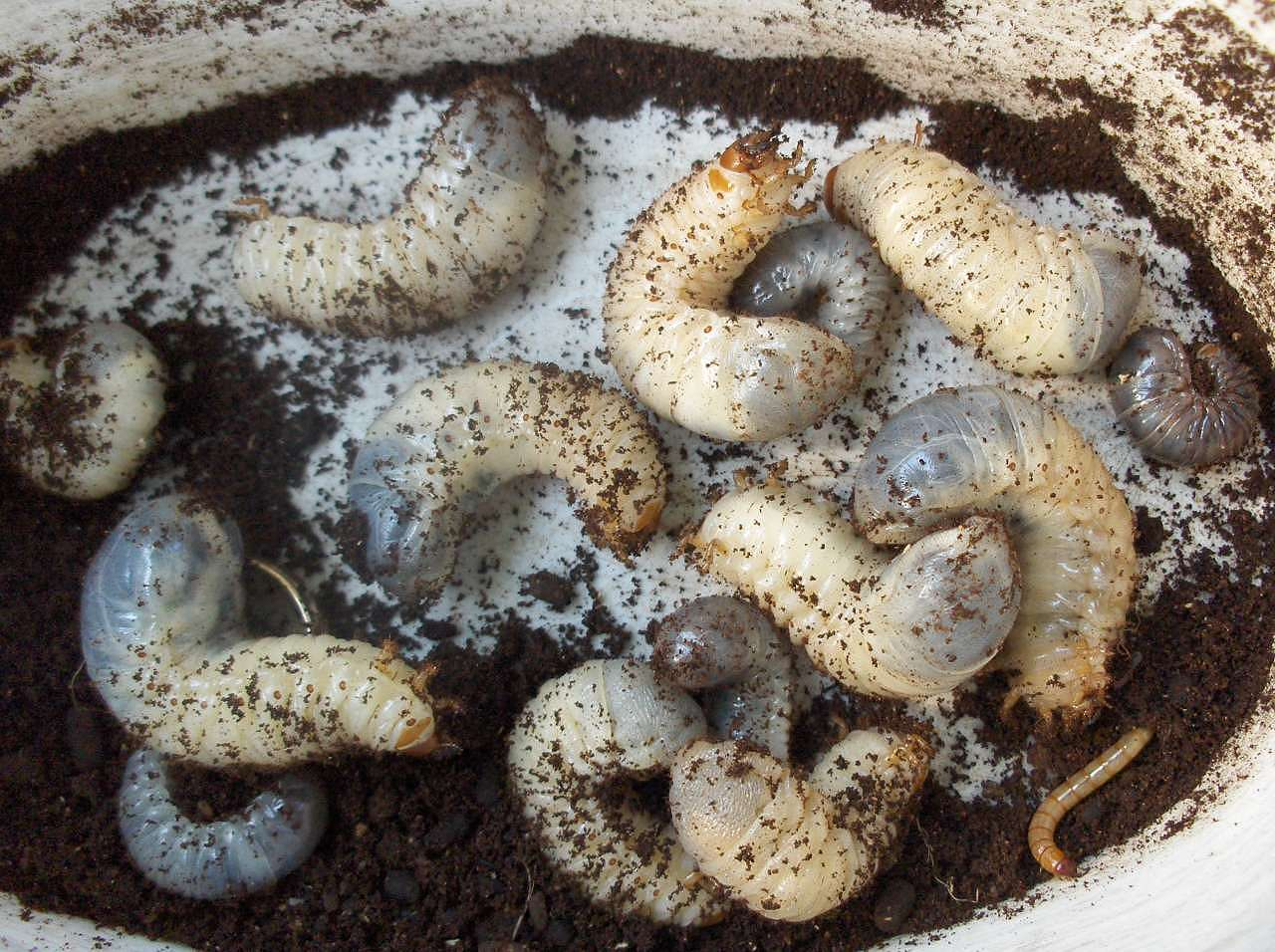
Osmoderma eremita, larvas

Osmoderma es un género de escarabajos de la familia Scarabaeidae.
Miden 20-25 mm. Se encuentran en madera podrida. Son de distribución holártica.
Contiene las siguientes especies:
- Osmoderma brevipenne
- Osmoderma caelestis
- Osmoderma coriarium
- Osmoderma cristinae
- Osmoderma dallieri
- Osmoderma davidis
- Osmoderma eremicola
- Osmoderma eremita
- Osmoderma italicum
- Osmoderma lassallei
- Osmoderma opicum
- Osmoderma richteri
- Osmoderma scabra (Beauvois)
- Osmoderma sikhotense
- Osmoderma subplanata